# Liste der Naturdenkmale in Driedorf
Die Liste der Naturdenkmale in Driedorf nennt die auf dem Gebiet der Gemeinde Driedorf gelegenen Naturdenkmale. Sie sind bei der unteren Naturschutzbehörde des Lahn-Dill-Kreises (Abteil Umwelt, Natur und Wasser) eingetragen.
| Bild            | Bezeichnung                  | Ortsteil, Lage                             | Beschreibung                                                                         | Art        | Nr. |
| --------------- | ---------------------------- | ------------------------------------------ | ------------------------------------------------------------------------------------ | ---------- | --- |
| Fotos hochladen | Basaltanhäufungen Mademühlen | Mademühlen 50° 37′ 13,3″ N, 8° 10′ 23,8″ O | Säulenbasalt als im Westerwald typische Erscheinungsform des Vulkanismus im Tertiär. | Felsgruppe | 73  |
| Fotos hochladen | Baumgruppe Driedorf          | Driedorf 50° 37′ 32,3″ N, 8° 11′ 9,9″ O    | Kreisförmige Buchengruppe, sowie im Zentrum eine Traubeneiche.                       | Baumgruppe | 63  |
| Fotos hochladen | Buche Mademühlen             | Mademühlen 50° 36′ 41,7″ N, 8° 9′ 49,1″ O  | Landschaftsbildprägende alte Hutebuche. Höhe 16 m, Umfang 3,80 m.                    | Einzelbaum | 72  |
| Fotos hochladen | Der dicke Stein Driedorf     | Driedorf 50° 38′ 39,7″ N, 8° 9′ 23,8″ O    | Basaltfelsen als Relikt des Vulkanismus im Tertiär.                                  |            | 65  |
| Fotos hochladen | Erlengruppen Münchhausen     | Münchhausen 50° 36′ 58″ N, 8° 10′ 42,9″ O  | Bruchwaldartiger Erlenbestand.                                                       | Baumgruppe | 75  |